# سوزانا ترای‌مارکو
سوزانا ترای‌مارکو (انگلیسی: Susana Trimarco؛ زادهٔ ۱۹۵۴ (۷۰–۷۱ سال)) یک فعال حقوق بشر اهل آرژانتین است که تلاش‌های او برای مبارزه با قاچاق انسان و فساد در سطح بین‌المللی شناخته شده‌است. پس از ناپدید شدن دخترش، که گمان می‌رود توسط یک شبکه قاچاق انسان ربوده شده‌باشد، سال‌ها به جستجوی دخترش پرداخت و بنیاد حمایت از قربانیان قاچاق جنسی را آغاز کرد. اعمال نفوذ او برای رسیدگی به فساد و مجازات دولت آرژانتین، موضوعی است که منجر به قانون سال ۲۰۱۱ مبنی بر ممنوعیت تبلیغات جنسی در روزنامه‌ها و مجلات شد.
وی همچنین برندهٔ جوایزی همچون جایزه بین‌المللی زنان شجاع شده‌است.